# Renault в Формуле-1
Эта общая статья о выступлениях Renault в чемпионате мира Формулы-1. Об исторической команде Renault, выступавшей в чемпионате в (1977—1985) годах, см. Рено (команда Формулы-1, 1977—1985). О команде Renault, выступавшей в 2002—2011 годах, см. Рено (команда Формулы-1, 2002—2011). О команде Renault, выступавшей в 2016—2020 годах, см. Рено (команда Формулы-1, 2016—2020). О выступлениях Renault в автоспорте в целом см. Renault Sport.
Рено́ (фр. Renault, полное название Renault Sport Formula One Team) — команда Формулы-1, образованная в 1977 году компанией Renault. В Формуле-1 французский автопроизводитель был представлен и как конструктор, и как поставщик двигателей. В 1977 году команда дебютировала в чемпионате мира Формулы-1 с болидом Renault RS01, он был оснащён первым турбированным бензиновым двигателем в истории чемпионата. С 1983 года Рено начали поставлять свои двигатели другим командам. В те времена команда достигала побед в гонках, а некоторые их пилоты даже претендовали на чемпионство, однако, несмотря на это, после сезона 1985 года Рено покинули Формулу-1, хотя и продолжили поставлять двигатели другим коллективам в 1986, а потом вновь с 1989 по 1997 сезоны, и далее в разные годы, вплоть до настоящего времени.
Рено вернулась в Формулу-1 в 2000 году, французы приобрели расположенную в английском Энстоуне команду Benetton. Проведя ребрендинг, они вновь начали участвовать в гонках с 2002 года под названием Renault F1 Team. Несмотря на изменение владельца и названия, табачная компания Mild Seven оставалась титульным спонсором команды вплоть до конца 2006 года. Команда достигла больших успехов в сезонах 2005 и 2006, оба раза завоевав Кубок Конструкторов и победы в личном зачёте. Полное название команды с 2007 года по 2009 — ING Renault F1 Team. В 2010 году команда называлась Renault F1 Team. В 2011 году команда получила название Lotus Renault GP. В конце 2011 года акционером команды стала компания Lotus Cars, произошло переименование в Lotus F1 Team, хотя до конца сезона было сохранено имя конструктора. С 2012 года Рено занималась только поставкой двигателей для команд чемпионата. После Гран-при Абу-Даби 2015 года было объявлено, что после выплаты долгов Lotus F1 Team команда будет куплена автоконцерном Renault и вновь станет заводским коллективом.
В качестве поставщика силовых агрегатов, Рено поспособствовала успеху целого ряда других команд. Французы поставляли двигатели коллективам Williams (1989—1997, 2012—2013), Benetton (1995—1997, 2001) и Red Bull (2007—2018), которые также достигали высших результатов в различные сезоны. За всю историю, с моторами Рено было одержано более 160 побед в гонках Формулы-1.

## История

### Как заводская команда

#### 1977—1985 годы

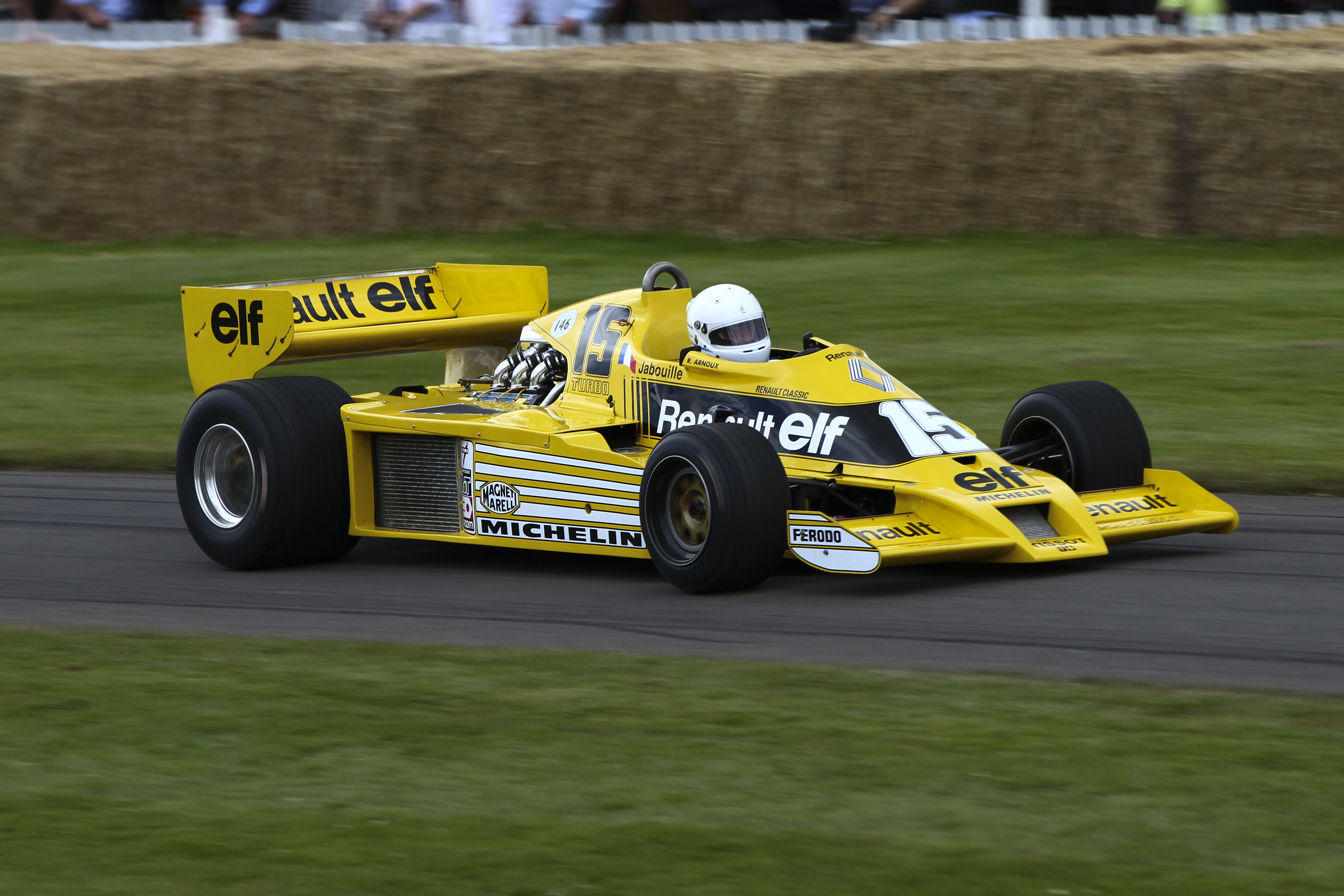
Показательные заезды на RS01 в 2012 году.

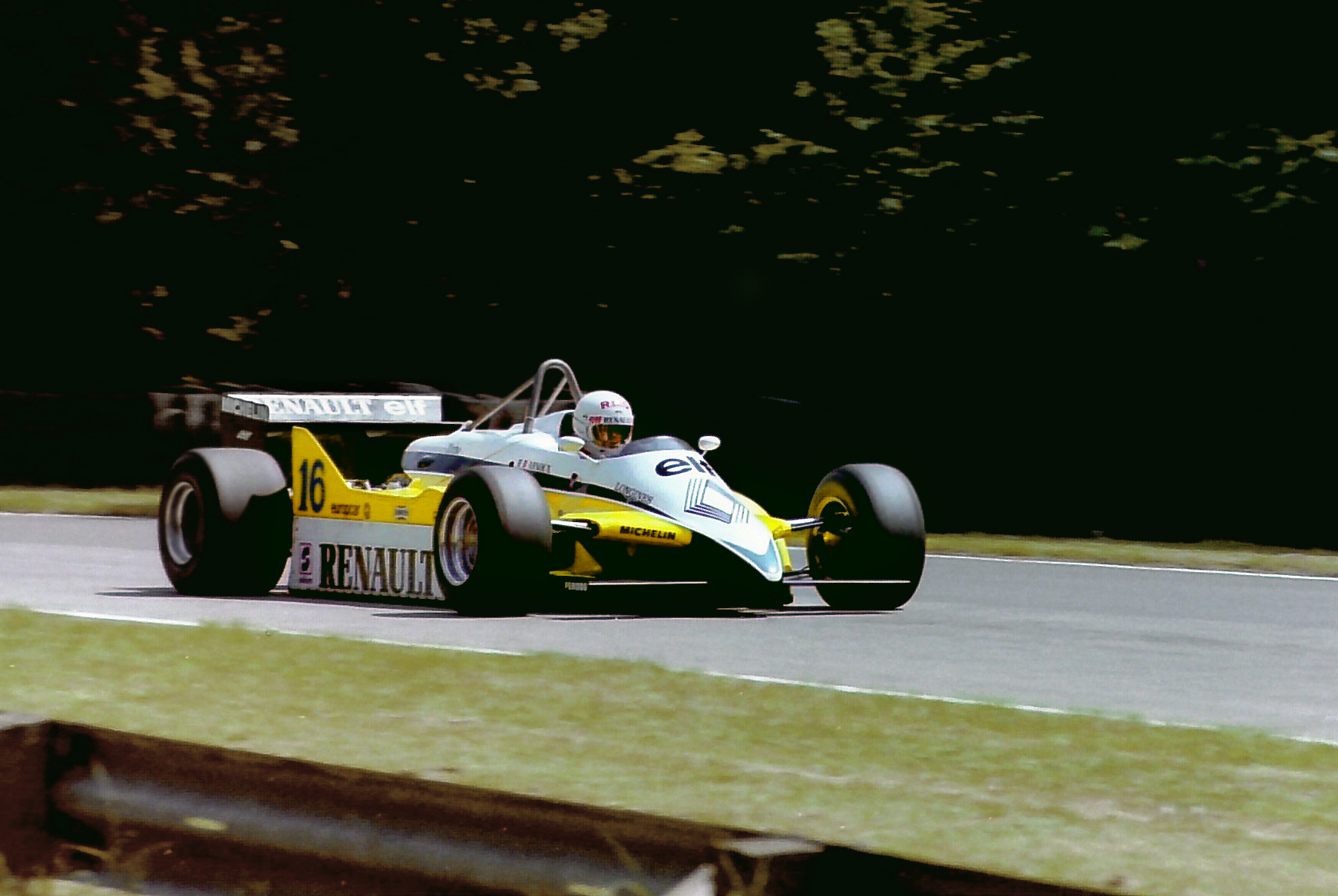
Рене Арну за рулем RE30B

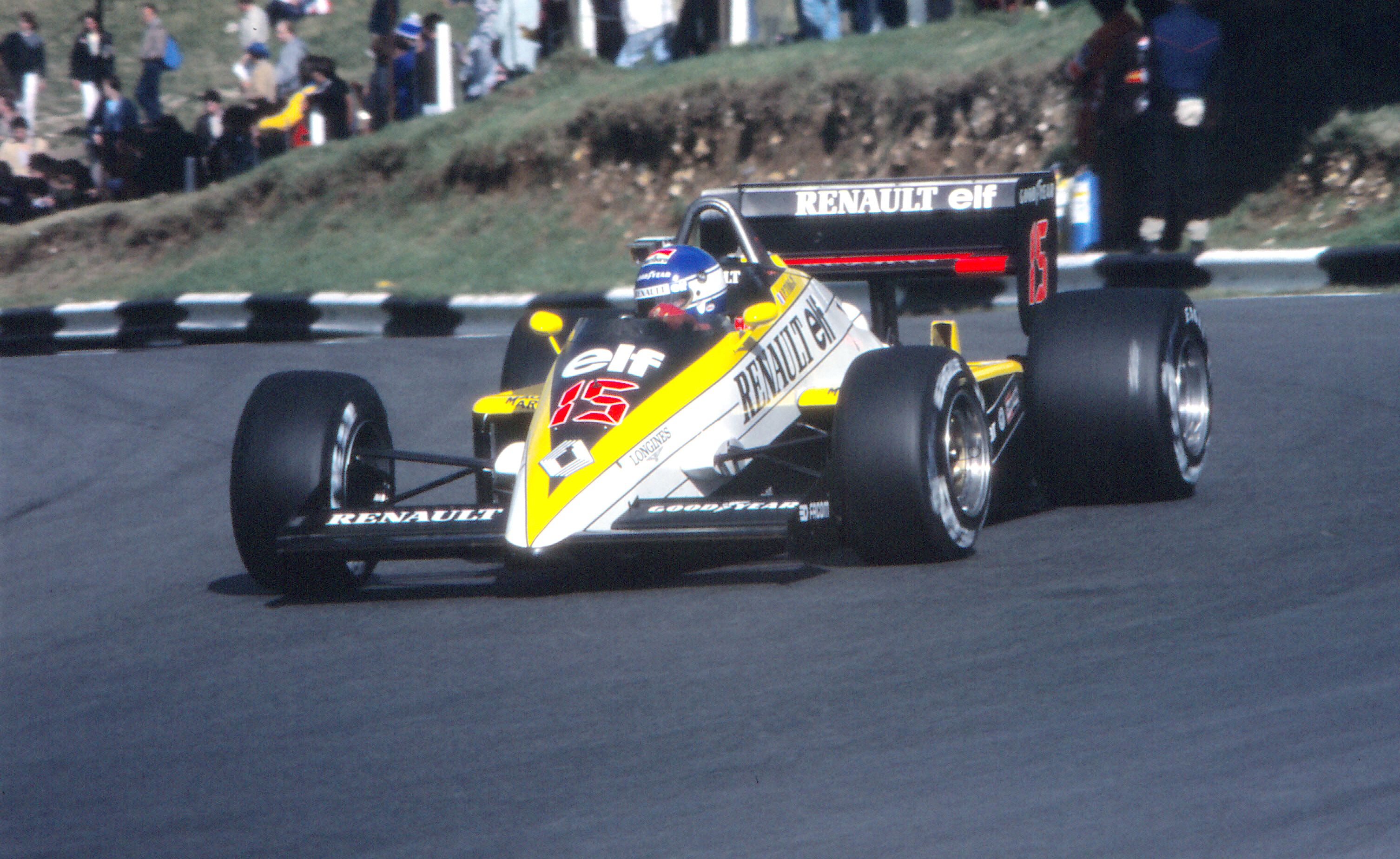
Патрик Тамбе пилотирует RE60B на Гран-при Европы 1985 года.

Компания дебютировала в Формуле-1, как французский национальный проект — в команде выступали французские гонщики, машины оснащались шинами французской компании Michelin, спонсором был французский нефтяной концерн Elf Aquitaine. Команда сделала ставку на турбированный двигатель V6 объёмом в полтора литра, который отличался высокой мощностью, но низкой надёжностью
В первом сезоне команда Renault не смогла финишировать ни в одном старте, в которых приняла участие.
По итогу сезона 1978 года команда заняла 12 место в кубке конструкторов заработав всего 3 очка. Лучшим финишем в сезоне стало 4 место на Гран-при США.
В Кубоке конструкторов 1979 года команда Renault заняла шестое место, заработав в общей сложности 26 очков за сезон. Лучшим финишем в сезоне стало 1 место на Гран-при Франции.
Лучшими финишами в Гран-при в сезоне 1980 года стали три победы в Бразилии, Южной Африке и Австрии. Команда завершила сезон на четвёртом месте с 38 очками, их лучшая финишная позиция с тех пор, как они дебютировали в Формуле-1.
В Кубке конструкторов 1981 года команда Renault занял третье место, заработав в общей сложности 54 очка за сезон. Этот сезон стал первым в истории команды когда Renault в кубоке заняла призовое место. Лучшими финишами в Гран-при в сезоне 1980 года стали три победы во Франции, Нидерландах и Италии.
В течение сезона 1982 года различия между топ командами были примерно ровны, но у Renault был самый быстрый автомобиль. Однако проблемы с надежностью снова были слабым местом конюшни. Пилотам Алену Просту и Рене Арну удалось завоевать в общей сложности 62 очка, позволив команде повторить лучшее место в сезоне, поднявшись на 3 строчку в кубоке конструкторов. Лучшими финишами стали четыре победы в Южной Африке, Бразилии, Франции и Италии.
В Кубке конструкторов сезона 1983 года команда Renault впервые заняла второе место с 79 очками, отстав от обладателей кубка Феррари на десять очков. Это был их лучший результат за время выступления как заводская команда в период 1977—1985 годов. Лучшими финишами, как и в предыдущем году, стали четыре победы — во Франции, Бельгии, Великобритании и Австрии.
Команда заняла пятое место в кубке конструкторов с 34 очками в сезоне 1984 года. В Renault больше не смогли выиграть ни одной гонки, а преимущество в разработке турбомотора уже было потеряно. В конце сезона главный конструктор Мишель Тету и руководитель команды Жерар Ларрусс покинули свои посты. Лучшими результатами по итогу гонок стали три вторых места в Бельгии, Франции и Великобритании.
В кубке конструкторов 1985 года Renault заработала всего 16 очков, завершив сезон на 7-м месте. В то же время команда Lotus, которая использовала тот же двигатель, набрала 71 очко. Лучшими результатами по итогу гонок стали только два третьих места в Португалии и Сан-Марино.
В 1985 году у концерна Renault возникли серьёзные финансовые проблемы, компания больше не могла оправдывать большие расходы, необходимые для поддержания конкурентоспособности гоночной команды. Генеральный директор Жорж Бесс закрыл спортивное подразделение Renault в Формуле-1 в качестве полноценной гоночной команды, оставив только участие как поставщика двигателей для других команд.

#### 2002—2010 годы

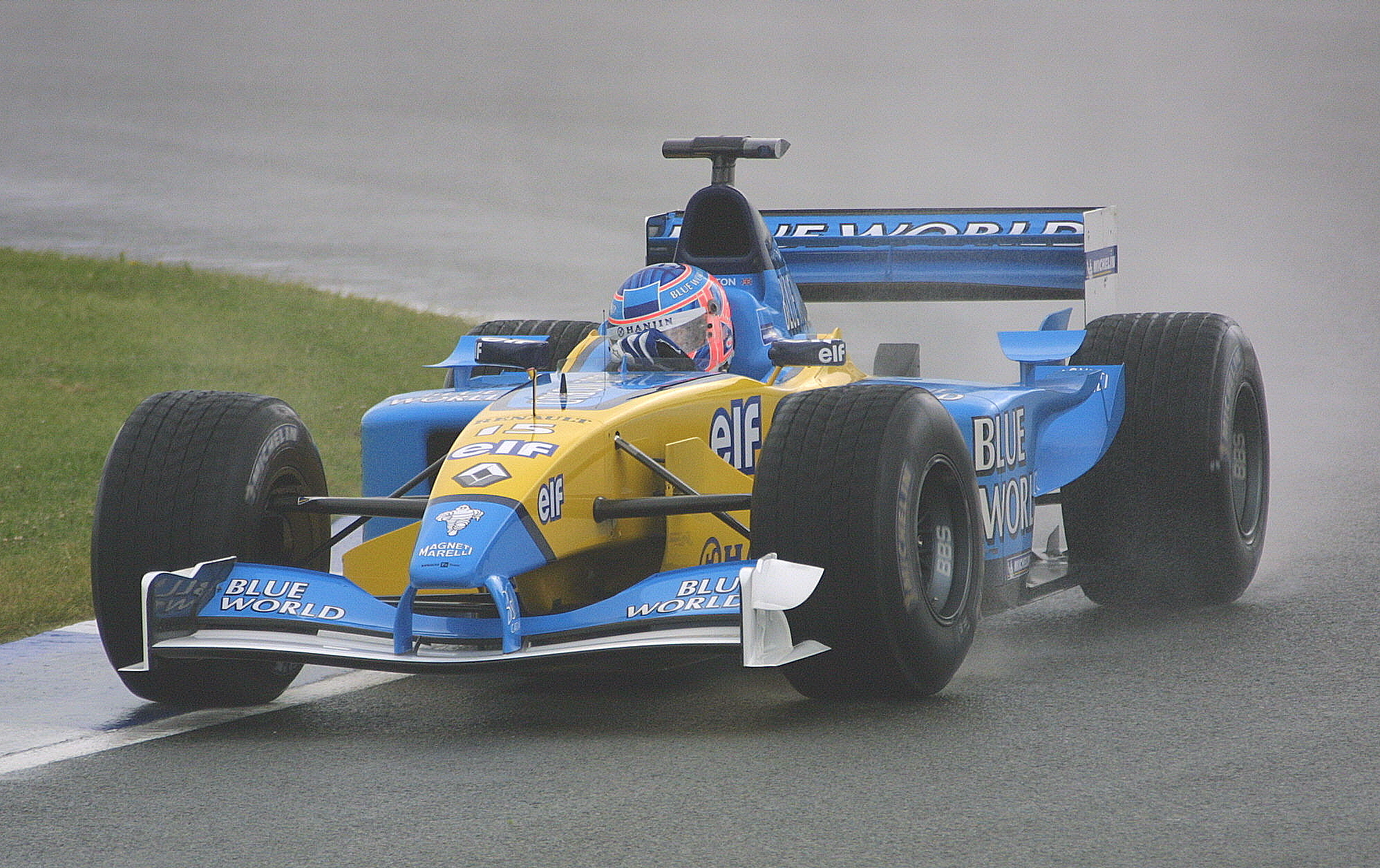
Дженсон Баттон пилотирует R202 на Гран-при Великобритании 2002 года.

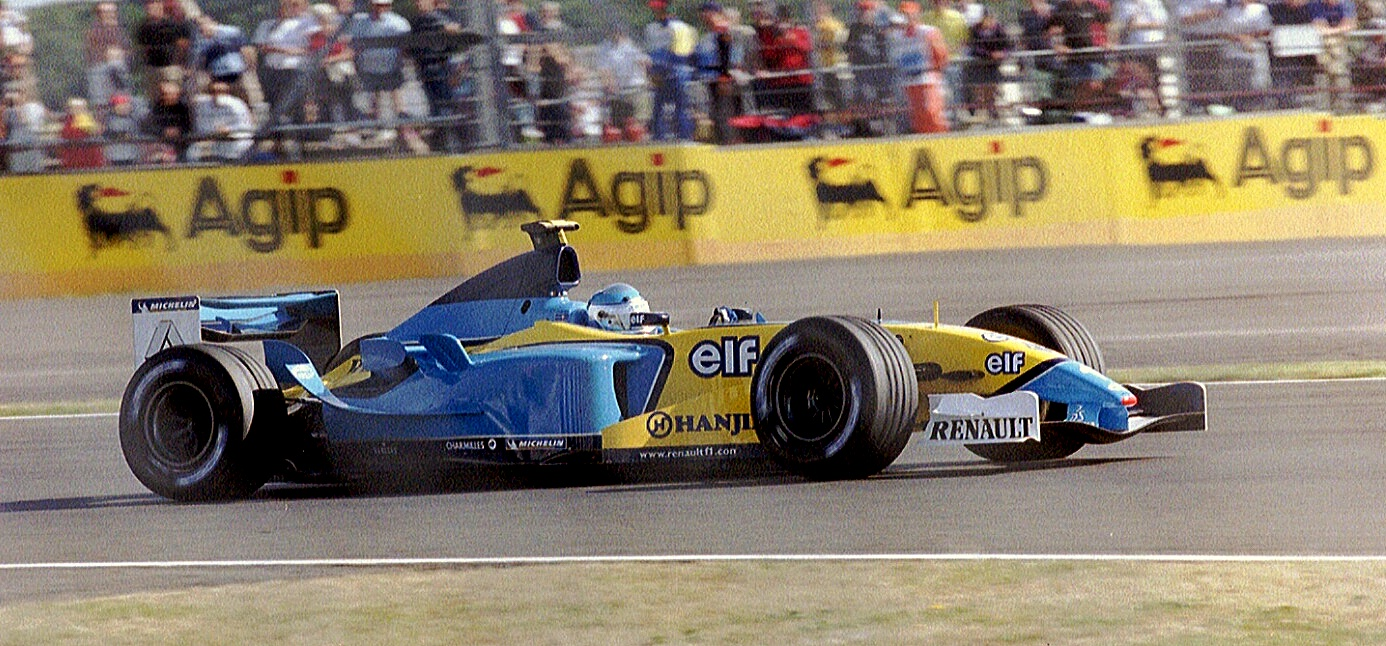
Ярно Трулли пилотирует R23 на Гран-при Великобритании 2003 года.

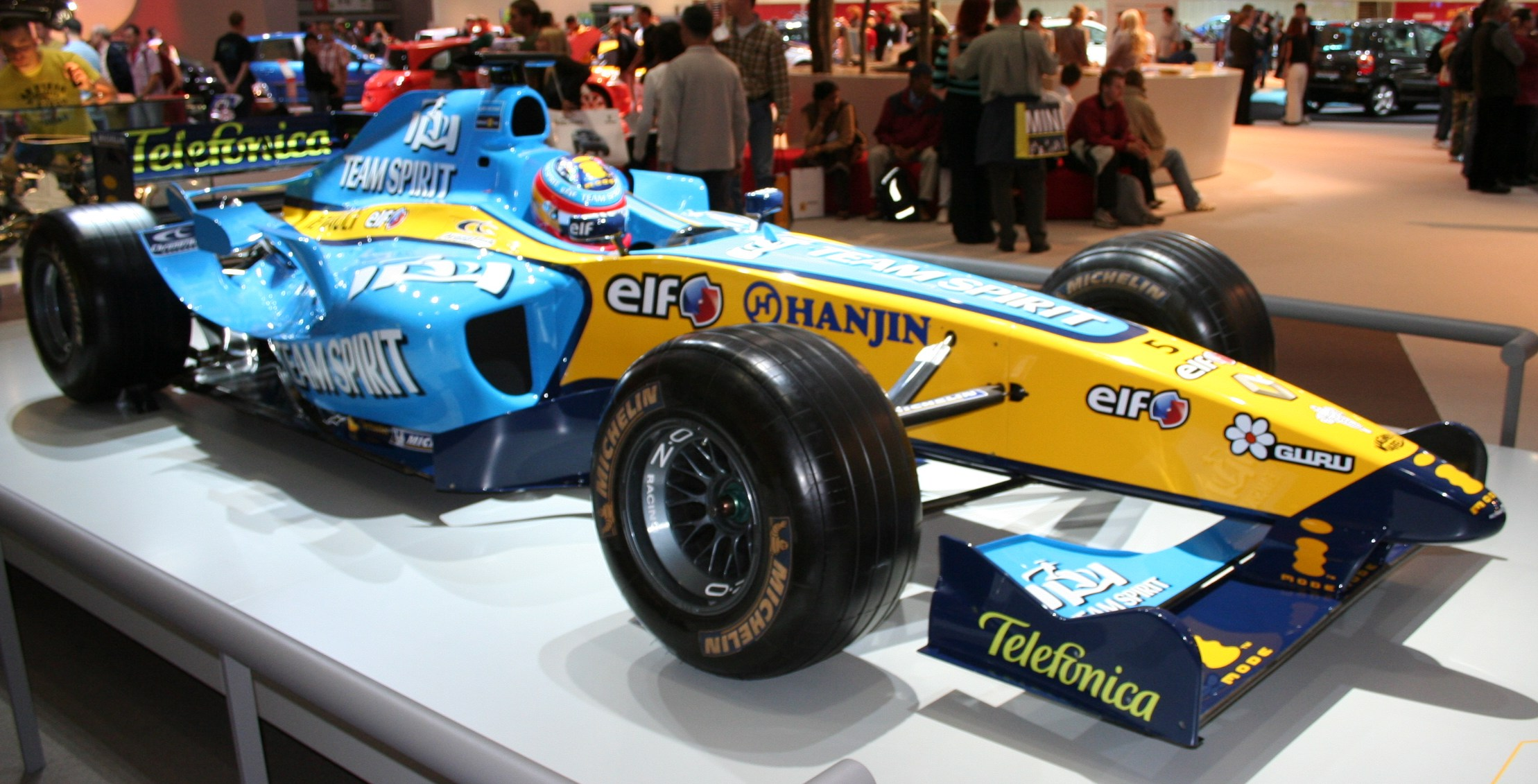
Болид команды Renault на Сезон 2005 Формулы-1.

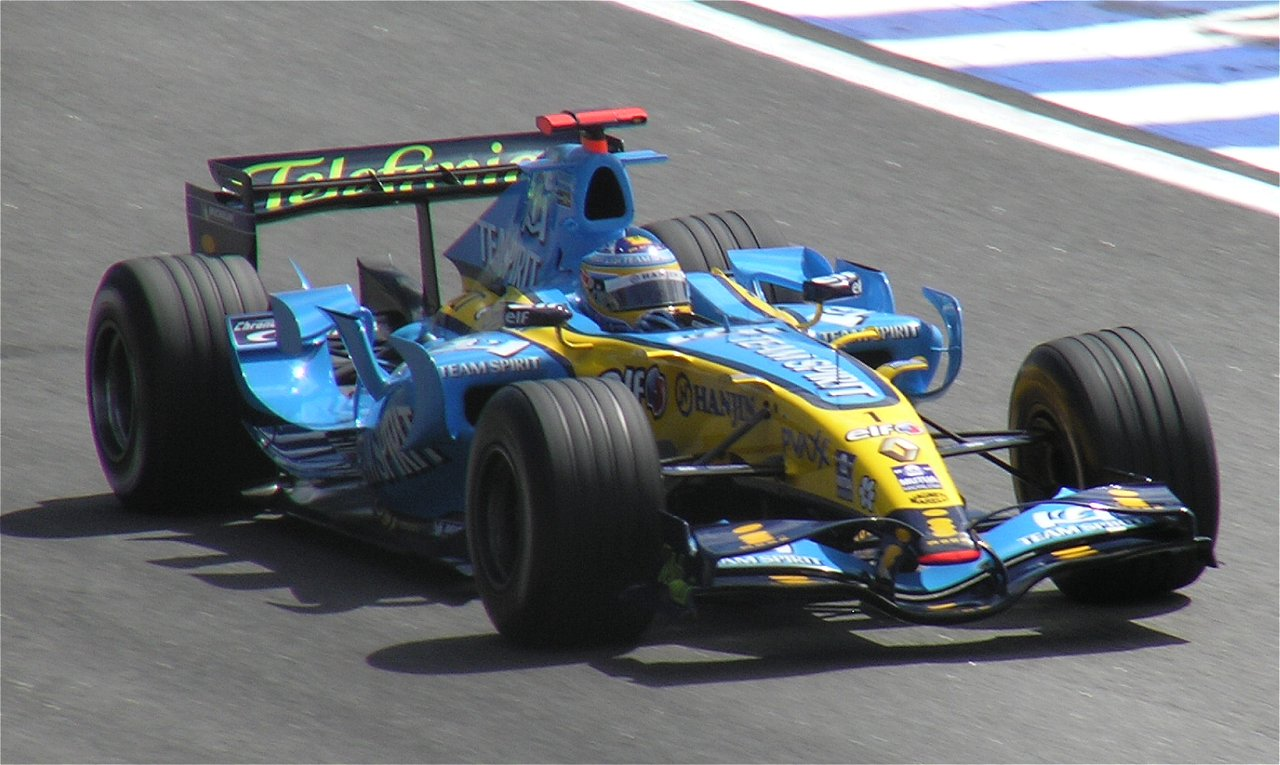
Фернандо Алонсо управляет Renault на Гран-при Бразилии 2006 года.

16 марта 2000 года концерн Рено выкупил команду Бенеттон за 120 млн долларов. Флавио Бриаторе возглавил команду, а Майк Гаскойн стал техническим директором. Формально название было изменено в 2002 году. В нём команда финишировала на 4-м месте, завоевав неофициальный титул «лучшей среди остальных» (не топ-команд), в следующем сезоне также заняла 4-е место, сумев, немного приблизиться к Ferrari, McLaren и Williams. В 2004-м заняла 3-е место, а в 2005-м выиграла и чемпионат мира, и Кубок конструкторов. В 2006-м команда повторила свой успех.
В 2007 году команду покинул двукратный чемпион мира Фернандо Алонсо, и сезон выдался неудачным — лишь третье место в Кубке Конструкторов (объективно, Renault стала лишь четвёртой по силе командой чемпионата, но заняла 3 место после дисквалификации команды McLaren). Пилоты команды Хейкки Ковалайнен и Джанкарло Физикелла заняли лишь 7 и 8 места в личном зачёте.
В результате, Флавио Бриаторе полностью обновил состав команды в 2008 году. В команду вернулся Фернандо Алонсо, а место второго пилота занял сын трёхкратного чемпиона мира Нельсона Пике Нельсон Пике-младший. В сезоне 2008 года Фернандо Алонсо смог всего дважды подняться на высшую ступеньку подиума — в Сингапуре и в Японии. Однако сезон 2009 года оказался ещё тяжелее. И если Алонсо всё-таки стабильно набирал очки, то счёт Пике после десяти Гран-при так и не был открыт, окончательном итоге Бриаторе уволил Нельсона Пике. Уволенный пилот обвинил руководителя своей бывшей команды в том, что тот вынудил гонщика на Гран-при Сингапура в 2008 году совершить предумышленную аварию, которая помогла победить Фернандо Алонсо, первому пилоту ING Renault F1 Team. Расследование подтвердило виновность руководителя команды Флавио Бриаторе и её главного инженера Пэта Симондса. И Бриаторе, и Симондсу было запрещено работать в Формуле-1. По окончании сезона покинул команду и её первый пилот, Фернандо Алонсо.
В 2009 году в результате скандала вокруг Гран-при Сингапура 2008 года ING прекращает сотрудничество с командой. Отныне название команды Renault F1 Team. Genii Capital выкупает 75 % акций команды. В связи с потерей титульного спонсора команда сменила свои цвета в 2010 году и вернулась к исторической черно-жёлтой раскраске.
В 2010 году руководителем команды был назначен Эрик Булье. Вместо перешедшего в Ferrari Фернандо Алонсо в качестве первого пилота и лидера команды был представлен поляк Роберт Кубица, а на месте условного второго пилота в составе команды дебютировал первый российский гонщик в Формуле-1 — Виталий Петров.
В конце 2010 года малайзийский концерн Proton (которому принадлежит британский автопроизводитель Lotus Cars) стал титульным спонсором команды и в 2011 году команда ноcила название Lotus Renault GP. Таким образом с 2011 года Renault полностью прекращает свои выступления в Формуле-1 в качестве команды и переходит на роль мотористов. Любопытно, что болиды другой команды, Lotus Racing (которая с 2011 года будет выступать под историческим именем Team Lotus), также будут оснащаться моторами Renault.

#### Сезон 2011
В сезоне 2011 года за Lotus Renault GP должны были выступать Виталий Петров и Роберт Кубица, однако Кубица попал в серьёзную аварию во время февральских выступлений в ралли, поэтому его заменил Ник Хайдфельд. На презентации болида 2011 года было объявлено о заключении контрактов резервных пилотов с Бруно Сенной и Роменом Грожаном. В первом Гран-при сезона — Австралии — Виталий Петров финишировал на подиуме, заняв 3 место. Перед Гран-при Бельгии команда заключила спонсорские соглашения с бразильскими спонсорами и объявила, что Ника Хайдфельда заменит Бруно Сенна. Бразильский пилот подписал контракт на два этапа чемпионата.

##### Спор вокруг имени «Лотус» и переименование команды
В сезоне 2011 года компания Lotus Cars стала титульным спонсором команды и её полное название стало Лотус-Рено Гран-при (Lotus Renault GP) из-за чего в чемпионате сложилась ситуация, когда в названиях сразу двух команд присутствует Лотус, первая — малайская команда Тим Лотус образца 2011 года (Team Lotus), принадлежащая Тони Фернандесу, а вторая — бывшая заводская команда Рено.
В конце сезона между командами разрешился спор вокруг того, какая из команд будет называться Лотус. В итоге команда Фернандеса была переименована в Катерхэм (Caterham F1 Team), а команда Рено — в Лотус (Lotus F1 Team).

#### 2016—2020 годы

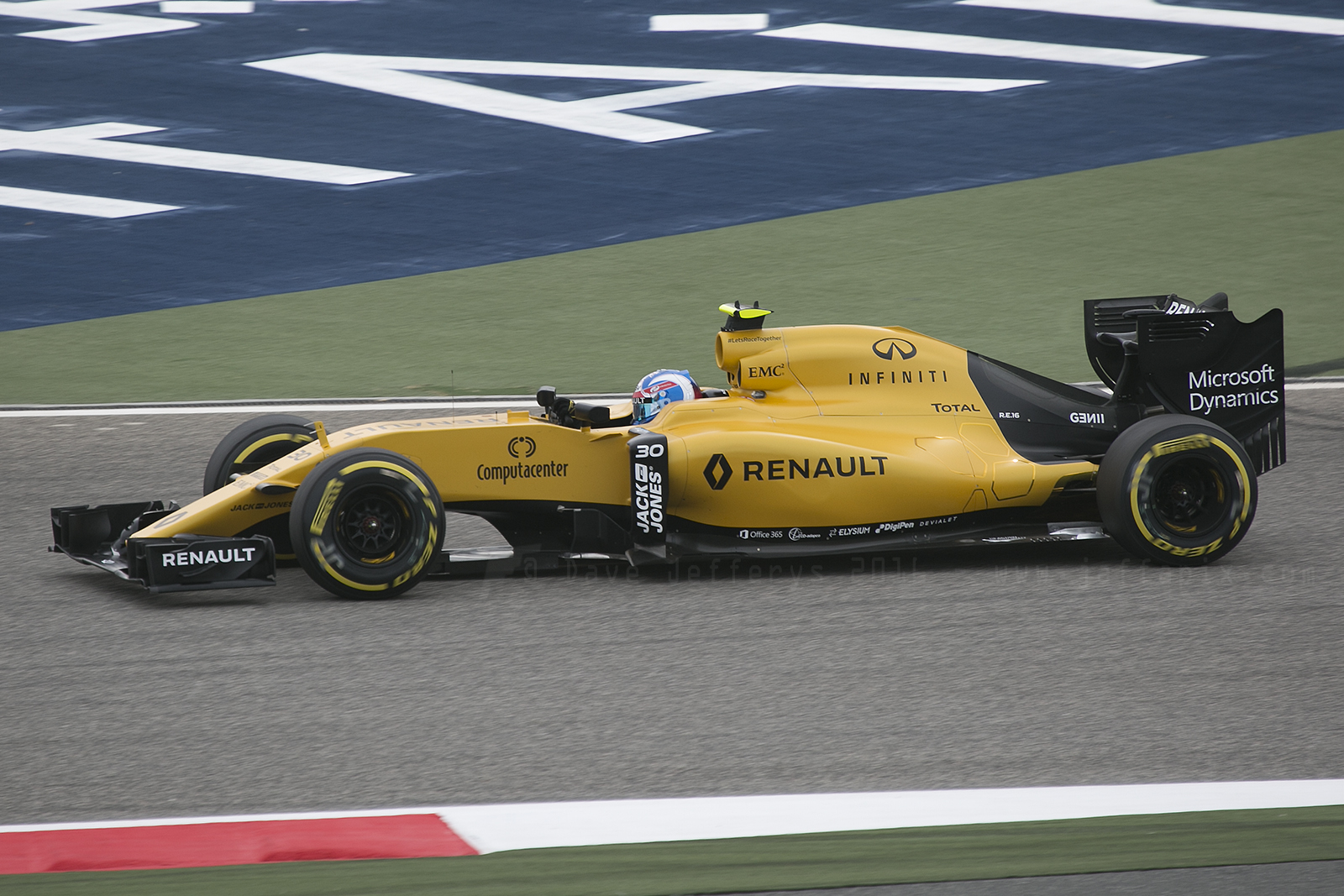
Джолион Палмер за рулём болида Renault на Гран-при Бахрейна 2016 года.

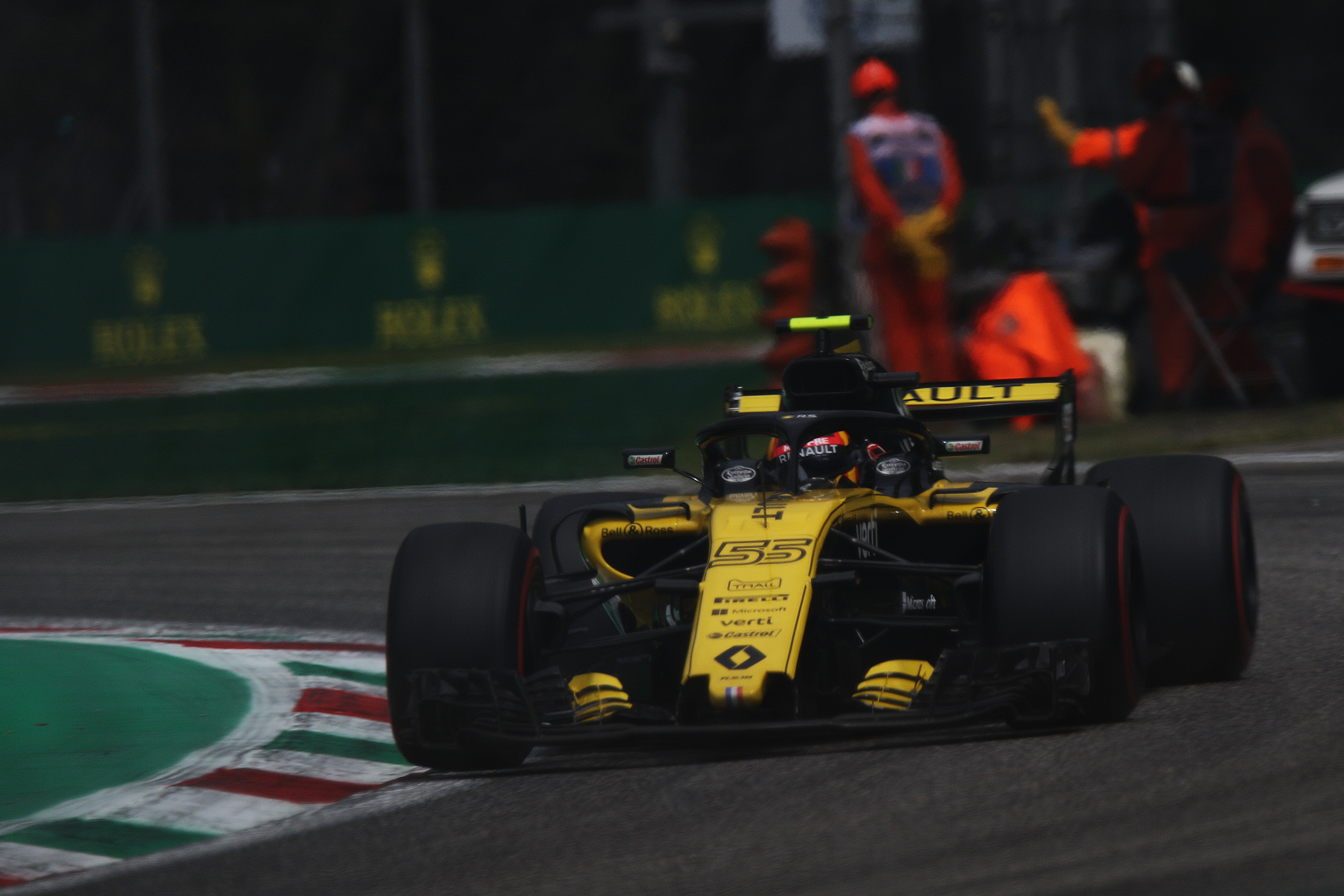
Карлос Сайнс пилотирует R.S.18 на Гран-при Италии 2018 года.

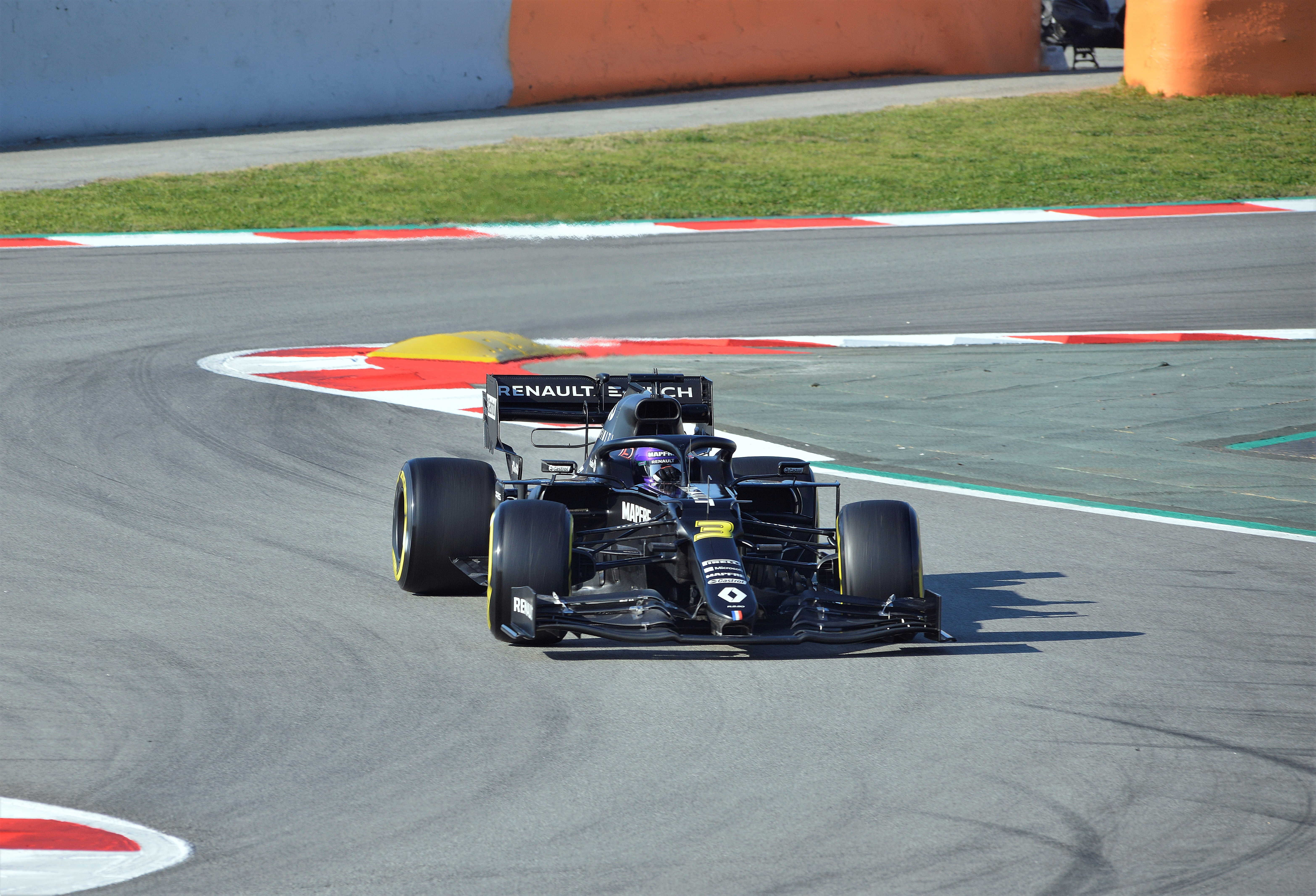
Даниэль Риккардо за рулем R.S.20.

3 декабря 2015 года концерн Рено подтвердил покупку команды Лотус и подготовку к сезону 2016 года, а также анонсировала презентацию в начале 2016 года, на которой будут представлены пилотский состав и общая структура команды.
В сезоне 2016 года команда финишировала только на 9 месте заработав всего 8 очков. Лучшим результатом стало 7 место на Гран-при России показанное Кевином Магнуссеном. Помимо этих очков команде ещё только дважды удалось приехать в очковую зону. Два 10 места показанных на Гран-при Сингапура - Кевином Магнуссеном и на Гран-при Малайзии - Джолионом Палмером.
Перед началом этого сезона 2017 года в Renault поменялся руководитель, 11 января 2017 года Фредерик Вассёр покинул команду из-за разногласий с руководством, в итоге её управление перешло в руки Жерома Столла и управляющего директора Сириля Абитебуля В составе пилотов так же произошли изменения на место Кевина Магнуссена пришёл Нико Хюлькенберг, а Карлос Сайнс (мл) заменил Джолиона Палмера по ходу сезона. По итогу сезона 2017 года команда заработала 57 очков, остановившись на 6 месте в кубке конструкторов. Лучшим финишем стали шесть шестых мест в Испании, Великобритании, Бельгии, Сингапура, США и Абу-Даби.
Ливрея автомобиля претерпела незначительные изменения по сравнению с прошлым сезоном, в соответствии с изменёнными требованиями безопасности, машина была оснащена Хало — новой системой защиты головы пилота. В кубоке конструкторов 2018 года команда Renault заняла 4 место, заработав в общей сложности 122 очка за сезон. 4 место стало лучшим итоговым местом по окончании сезона для команды, в период выступления с 2016 по 2020 годы. Лучшим финишем в сезоне стали два пятых места, показанных на Гран-при Азербайджана - Карлосом Сайнсом (мл) и на Гран-при Германии - Нико Хюлькенбергом.
В декабре 2018 было объявлено, что команда возвращает старое название и в сезоне 2019 года будут выступать как Renault F1 Team. В составе пилотов произошли изменения, на место ушедшего в McLaren Карлоса Сайнса (мл) пришёл Даниэль Риккардо, второе место осталось за Нико Хюлькенбергом. По итогу сезона команда стала пятой в кубке конструкторов заработав 91 очко, лучшим результатом в сезоне стало четвёртое место Риккардо на Гран-при Италии.
В сезоне 2020 года в составе пилотов снова произошло изменение, на место Нико Хюлькенберга пришёл резервный пилот Mercedes Эстебан Окон, присоединившись к Даниэлю Риккардо. 11 марта, на презентации новой ливреи Renault R.S.20, было объявлено о сотрудничестве с компанией DP World из Объединённых Арабских Эмиратов, которая стала новым титульным спонсором команды, официально переименованной в Renault DP World F1 Team. За сезон команда набрала 181 очко становившись на 5 месте в кубке конструкторов. Лучшим финишем стало второе место на подиуме, впервые с момента возвращения Renault в Формулу-1. Так же команде ещё два раза удавалось подняться на подиум на третье место, на Гран-при Айфеля и Гран-при Эмилии-Романьи. В сезоне 2020 года команда также показала два лучших круга в Бельгии и Абу-Даби, в Бельгии это стал первый быстрый круг за десятилетие.
В сентябре было объявлено, что команда Renault проведёт ребрендинг и что в существующем виде команда проводит последний сезон в Формуле-1. С 2021 года она будет выступать под именем Альпин (Alpine F1 Team).

### Поставка двигателей

#### 1989—1997
В сезонах 1989-1997 года формульная программа Renault заключалась в поставке двигателей для ведущих команд Формулы-1. С двигателями Renault RS03 — RS09 команды Williams и Benetton 6 раз подряд (1992—1997) выигрывали Кубок Конструкторов. После этого компания свернула производство двигателей. Williams и Benetton продолжали использовать по сути старые двигатели Renault под названиями Supertec, Mecachrome, Playlife до 2000 года включительно.

#### Оригинальная турбо-эра

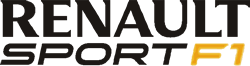
Логотип Renault Sport F1 — официального поставщика двигателей Renault для Формулы-1. (2011—2015)

Renault начали производить двигатели на фабрике в Вири-Шатийон в 1976 году, недавно закрытое соревновательное подразделение Alpine из города Дьеп позволило перераспределить инженеров на новые должности, фабрика тесно сотрудничала с командой Формулы-1 под и находилась внутри отделения Renault Sport. Они произвели первый турбированный двигатель в истории Формулы-1, это был Renault-Gordini EF1, 1,5 литра, V6, а произошло это во времена, когда преобладали атмосферные 3-литровые двигатели. Изначально фабрика поставляла двигатели только для своей команды, однако с 1983 года начала работать клиентская программа, а команда Lotus первой стала получать двигатели Renault. Mecachrome, инжиниринговая компания, подготавливала двигатели для клиентских команд.
Lotus провалили начало года, однако после вербовки французского инженера Жерара Дюкаружа команда улучшила свои результаты ближе к концу сезона, а также смогла сохранить свою форму в 1984 году. Пилоты команды Найджел Мэнселл и Элио де Анджелис регулярно добирались до подиума. В этом году вторыми клиентами Renault стали Ligier, ещё одна французская команда, которая заработала всего три очка и заняла десятое место, однако для них это было значительным улучшением показателей по сравнению с прошлым сезоном. В 1985 году Айртон Сенна стал пилотом Lotus, его скорость и талант хорошо сочетались с прогрессом команды, он добыл две победы и взял семь поулов. Его напарник, де Анджелис, взял один поул и один раз победил. Lotus 97T и его пилоты принесли команде четвёртое место в кубке конструкторов. Ligier провели не плохой год, они трижды занимали места на подиуме с помощью Ligier JS25. Команда Tyrrell также стала использовать двигатели Renault с седьмой гонки этого сезона. В 1986, аристократ Джонни Дамфриз был выбран в качестве напарника Сенны в Lotus, это случилось благодаря тому, что сам Айртон был против кандидатуры Дерека Уорика, изначального выбора команды. Бразилец добыл больше поулов, а также ещё два раза победил на своём Lotus 98T, но машину преследовали прошлогодние проблемы с надёжностью, а также со слабым расходом топлива. Это привело к тому, что Lotus не смогли конкурировать с лидерами в лице McLaren и Williams на протяжении всего сезона.

## Результаты выступлений в Формуле-1
| Легенда к таблице |                                                                    |
| --- | ------------------------------------------------------------------ |
| В таблице перечислены результаты всех Гран-при Формулы-1, в которых принимала участие команда. Строками таблицы являются сезоны, столбцами — этапы чемпионата мира. В каждой клетке указаны сокращённое название этапа и результаты гонщиков команды, дополнительно обозначенные цветом. Расшифровка обозначений и цветов представлена в нижеследующей таблице. |                                                                    |
| \| Пример \| Описание \| \| ------------ \| ------------------------------------------------------------------ \| \| 1 \| Победитель \| \| 2 \| Второе место \| \| 3 \| Третье место \| \| 5 \| Финишировал, заработав очки \| \| Сход \| Не финишировал, но при этом заработал очки \| \| 12 \| Финишировал, не получив очков \| \| НКЛ \| Финишировал, но не попал в финальную классификацию \| \| 15 \| Участвовал вне зачёта, либо по отдельной классификации \| \| 18 \| Не финишировал, но попал в финальную классификацию \| \| Сход \| Не финишировал \| \| НКВ \| Не прошёл квалификацию \| \| НПКВ \| Не прошёл предквалификацию \| \| ДСК \| Дисквалифицирован \| \| ИСК \| Исключён из протокола соревнований \| \| ТТ \| Заявлен для участия только в тренировках \| \| НС \| Участвовал в квалификации, но не стартовал в гонке \| \| Т \| Травмирован или болен \| \| ОТК \| Отказ от участия \| \| НТР \| Прибыл на соревнования, но на трассу не выезжал \| \| НПР \| Был заявлен в числе участников, но не прибыл к началу соревнований \| \| О \| Соревнования отменены \| \| \| Не участвовал \| \| Поул-позиция \| \| \| Быстрый круг \| \| |                                                                    |
| Пример | Описание                                                           |
| 1 | Победитель                                                         |
| 2 | Второе место                                                       |
| 3 | Третье место                                                       |
| 5 | Финишировал, заработав очки                                        |
| Сход | Не финишировал, но при этом заработал очки                         |
| 12 | Финишировал, не получив очков                                      |
| НКЛ | Финишировал, но не попал в финальную классификацию                 |
| 15 | Участвовал вне зачёта, либо по отдельной классификации             |
| 18 | Не финишировал, но попал в финальную классификацию                 |
| Сход | Не финишировал                                                     |
| НКВ | Не прошёл квалификацию                                             |
| НПКВ | Не прошёл предквалификацию                                         |
| ДСК | Дисквалифицирован                                                  |
| ИСК | Исключён из протокола соревнований                                 |
| ТТ | Заявлен для участия только в тренировках                           |
| НС | Участвовал в квалификации, но не стартовал в гонке                 |
| Т | Травмирован или болен                                              |
| ОТК | Отказ от участия                                                   |
| НТР | Прибыл на соревнования, но на трассу не выезжал                    |
| НПР | Был заявлен в числе участников, но не прибыл к началу соревнований |
| О | Соревнования отменены                                              |
| | Не участвовал                                                      |
| Поул-позиция |                                                                    |
| Быстрый круг |                                                                    |

### Результаты первого и последнего года выступлений в период 1977—1985 годов
| Сезон | Шасси        | Двигатель                          | Ш | Гонщики        | 1   | 2   | 3   | 4    | 5    | 6    | 7   | 8    | 9    | 10   | 11   | 12   | 13   | 14   | 15   | 16   | 17  | Место | Очки |
| ----- | ------------ | ---------------------------------- | - | -------------- | --- | --- | --- | ---- | ---- | ---- | --- | ---- | ---- | ---- | ---- | ---- | ---- | ---- | ---- | ---- | --- | ----- | ---- |
| 1977  | Renault RS01 | Renault-Gordini EF1 1,5 V8T        | M |                | АРГ | БРА | ЮАР | СШЗ  | ИСП  | МОН  | БЕЛ | ШВЕ  | ФРА  | ВЕЛ  | ГЕР  | АВТ  | НИД  | ИТА  | США  | КАН  | ЯПО | 0     | НКЛ  |
| 1977  | Renault RS01 | Renault-Gordini EF1 1,5 V8T        | M | Жан-Пьер Жабуй |     |     |     |      |      |      |     |      |      | Сход |      |      | Сход | Сход | Сход | НКВ  |     | 0     | НКЛ  |
| 1985  | RE60 RE60B   | Renault EF4B 1,5 V6T, EF15 1,5 V6T | G |                | БРА | ПОР | САН | МОН  | КАН  | ДЕТ  | ФРА | ВЕЛ  | ГЕР  | АВТ  | НИД  | ИТА  | БЕЛ  | ЕВР  | ЮАР  | АВС  |     | 16    | 7    |
| 1985  | RE60 RE60B   | Renault EF4B 1,5 V6T, EF15 1,5 V6T | G | Патрик Тамбе   | 5   | 3   | 3   | Сход | 7    | Сход | 6   | Сход | Сход | 10   | Сход | 7    | Сход | 12   | ОТК  | Сход |     | 16    | 7    |
| 1985  | RE60 RE60B   | Renault EF4B 1,5 V6T, EF15 1,5 V6T | G | Дерек Уорик    | 10  | 7   | 10  | 5    | Сход | Сход | 7   | 5    | Сход | Сход | Сход | Сход | 6    | Сход | ОТК  | Сход |     | 16    | 7    |
| 1985  | RE60 RE60B   | Renault EF4B 1,5 V6T, EF15 1,5 V6T | G | Франсуа Эсно   |     |     |     |      |      |      |     |      | Сход |      |      |      |      |      |      |      |     | 16    | 7    |

### Результаты первого и последнего года выступлений в период 2002—2011 годов
| Сезон | Шасси | Двигатель            | Ш | Гонщики        | 1    | 2    | 3    | 4   | 5   | 6    | 7    | 8   | 9   | 10   | 11   | 12   | 13   | 14   | 15  | 16   | 17   | 18  | 19  | Место | Очки |
| ----- | ----- | -------------------- | - | -------------- | ---- | ---- | ---- | --- | --- | ---- | ---- | --- | --- | ---- | ---- | ---- | ---- | ---- | --- | ---- | ---- | --- | --- | ----- | ---- |
| 2002  | R202  | Renault RS22 3,0 V10 | M |                | АВС  | МАЛ  | БРА  | САН | ИСП | АВТ  | МОН  | КАН | ЕВР | ВЕЛ  | ФРА  | ГЕР  | ВЕН  | БЕЛ  | ИТА | США  | ЯПО  |     |     | 4     | 23   |
| 2002  | R202  | Renault RS22 3,0 V10 | M | Ярно Трулли    | Сход | Сход | Сход | 9   | 10  | Сход | 4    | 6   | 8   | Сход | Сход | Сход | 8    | Сход | 4   | 5    | Сход |     |     | 4     | 23   |
| 2002  | R202  | Renault RS22 3,0 V10 | M | Дженсон Баттон | Сход | 4    | 4    | 5   | 12  | 7    | Сход | 15  | 5   | 12   | 6    | Сход | Сход | Сход | 5   | 8    | 6    |     |     | 4     | 23   |
| 2011  | R31   | Renault RS27 2,4 V8  | P |                | АВС  | МАЛ  | КИТ  | ТУР | ИСП | МОН  | КАН  | ЕВР | ВЕЛ | ГЕР  | ВЕН  | БЕЛ  | ИТА  | СИН  | ЯПО | КОР  | ИНД  | АБУ | БРА | 5     | 73   |
| 2011  | R31   | Renault RS27 2,4 V8  | P | Ник Хайдфельд  | 12   | 3    | 12   | 7   | 8   | 8    | Сход | 10  | 8   | Сход | Сход |      |      |      |     |      |      |     |     | 5     | 73   |
| 2011  | R31   | Renault RS27 2,4 V8  | P | Бруно Сенна    |      |      |      |     |     |      |      |     |     |      | тест | 13   | 9    | 15   | 16  | 13   | 12   | 16  | 17  | 5     | 73   |
| 2011  | R31   | Renault RS27 2,4 V8  | P | Виталий Петров | 3    | 18   | 9    | 8   | 11  | Сход | 5    | 15  | 12  | 10   | 12   | 9    | Сход | 17   | 9   | Сход | 11   | 13  | 10  | 5     | 73   |

### Результаты первого и последнего года выступлений в период 2016—2020 годов
| Сезон | Шасси  | Двигатель                 | Ш | Гонщики          | 1    | 2    | 3   | 4   | 5   | 6    | 7    | 8   | 9    | 10   | 11   | 12  | 13   | 14   | 15  | 16   | 17  | 18  | 19  | 20   | 21   | Место | Очки |
| ----- | ------ | ------------------------- | - | ---------------- | ---- | ---- | --- | --- | --- | ---- | ---- | --- | ---- | ---- | ---- | --- | ---- | ---- | --- | ---- | --- | --- | --- | ---- | ---- | ----- | ---- |
| 2016  | R.S.16 | Renault RE16 1,6 V6T      | P |                  | АВС  | БАХ  | КИТ | РОС | ИСП | МОН  | КАН  | ЕВР | АВТ  | ВЕЛ  | ВЕН  | ГЕР | БЕЛ  | ИТА  | СИН | МАЛ  | ЯПО | США | МЕК | БРА  | АБУ  | 9     | 8    |
| 2016  | R.S.16 | Renault RE16 1,6 V6T      | P | Кевин Магнуссен  | 12   | 11   | 17  | 7   | 15  | Сход | 16   | 14  | 14   | 17   | 15   | 16  | Сход | 17   | 10  | Сход | 14  | 12  | 17  | 14   | Сход | 9     | 8    |
| 2016  | R.S.16 | Renault RE16 1,6 V6T      | P | Джолион Палмер   | 11   | НС   | 22  | 13  | 13  | Сход | Сход | 15  | 12   | Сход | 12   | 19  | 15   | Сход | 15  | 10   | 12  | 13  | 14  | Сход | 17   | 9     | 8    |
| 2020  | R.S.20 | Renault E-Tech 20 1,6 V6T | P |                  | АВТ  | ШТИ  | ВЕН | ВЕЛ | 70Л | ИСП  | БЕЛ  | ИТА | ТОС  | РОС  | АЙФ  | ПОР | ЭМИ  | ТУР  | БАХ | САХ  | АБУ |     |     |      |      | 5     | 181  |
| 2020  | R.S.20 | Renault E-Tech 20 1,6 V6T | P | Даниэль Риккардо | Сход | 8    | 8   | 4   | 14  | 11   | 4    | 6   | 4    | 5    | 3    | 9   | 3    | 10   | 7   | 5    | 7   |     |     |      |      | 5     | 181  |
| 2020  | R.S.20 | Renault E-Tech 20 1,6 V6T | P | Эстебан Окон     | 8    | Сход | 14  | 6   | 8   | 13   | 5    | 8   | Сход | 7    | Сход | 8   | Сход | 11   | 9   | 2    | 9   |     |     |      |      | 5     | 181  |

## Основные партнёры и спонсоры команды в сезоне 2020 года
| - DP World - Castrol - Infiniti - RCi Bank and Services - MAPFRE - BP Ultimate - DuPont - Microsoft | - Bell & Ross - EURODATACAR - GƎИII - Yahoo! - 3D Systems - HP - PerkinElmer - Le Coq Sportif | - +GF+ - Siemens - Alpinestars - HEXIS - MATRIX - Volume Graphics - ixeLL - Pirelli | - Elysium - Boeing - OZ - JABEL - Cannondale - GCAPS |

## Двигатели Renault в Формуле-1
| Модель                                                   | Сезоны    | Гран-при | Победы | Поулы | Быстрые круги | Очки  | Шасси                                                                   | Команды                                                                                     |
| -------------------------------------------------------- | --------- | -------- | ------ | ----- | ------------- | ----- | ----------------------------------------------------------------------- | ------------------------------------------------------------------------------------------- |
| Renault-Gordini EF1 1,5 V6T                              | 1977-1983 | 92       | 15     | 31    | 17            | 273   | Renault RS01, RS10, RE20, RE20B RE30, RE30B, RE30C, RE40 Lotus 93T, 94T | Equipe Renault Elf John Player Team Lotus                                                   |
| Renault EF4 1,5 V6T                                      | 1984-1985 | 32       | 3      | 11    | 6             | 193   | Ligier JS23, JS23B, JS25 Lotus 95T, 97T Renault RE50, RE60 Tyrrell 014  | Ligier Loto John Player Special Team Lotus Equipe Renault Elf Tyrrell Racing Organisation   |
| Renault EF15 1,5 V6T                                     | 1985-1986 | 12       |        |       |               | 14    | Ligier JS27 Lotus 98T Renault RE60B Tyrrell 014                         | Equipe Ligier John Player Special Team Lotus Equipe Renault Elf Tyrrell Racing Organisation |
| Renault EF15B 1,5 V6T                                    | 1986      | 16       | 2      | 7     |               | 76    | Ligier JS27 Lotus 98T Tyrrell 014, 015                                  | Equipe Ligier John Player Special Team Lotus Data General Team Tyrrell                      |
| Renault EF15C 1,5 V6T                                    | 1986      | 3        |        | 1     |               | 12    | Ligier JS27 Lotus 98T                                                   | Equipe Ligier John Player Special Team Lotus                                                |
| Renault RS01 3,5 V10                                     | 1989      | 16       | 2      | 1     | 1             | 77    | Williams FW12C Williams FW13                                            | Canon Williams Team                                                                         |
| Renault RS2 3,5 V10                                      | 1990      | 16       | 2      | 1     | 5             | 57    | Williams FW13B                                                          | Canon Williams Team                                                                         |
| Renault RS3 3,5 V10                                      | 1991      | 12       | 5      | 5     | 6             | 93    | Williams FW14                                                           | Canon Williams Team                                                                         |
| Renault RS3B 3,5 V10 (Renault RS3B (Mecachrome) 3,5 V10) | 1991-1992 | 13       | 2      | 1     | 2             | 36    | Williams FW14 Ligier JS37                                               | Canon Williams Team Ligier Gitanes Blondes                                                  |
| Renault RS3C 3,5 V10 (Renault RS3C (Mecachrome) 3,5 V10) | 1992      | 16       | 8      | 10    | 9             | 134   | Williams FW14B Ligier JS37                                              | Canon Williams Team Ligier Gitanes Blondes                                                  |
| Renault RS4 3,5 V10                                      | 1992      | 5        | 2      | 5     | 2             | 32    | Williams FW14B                                                          | Canon Williams Team                                                                         |
| Renault RS5 3,5 V10 (Renault RS5 (Mecachrome) 3,5 V10)   | 1993      | 16       | 10     | 15    | 10            | 191   | Williams FW15С Ligier JS39                                              | Canon Williams Team Ligier Gitanes Blondes                                                  |
| Renault RS6 3,5 V10 (Renault RS6 (Mecachrome) 3,5 V10)   | 1994      | 16       | 7      | 6     | 8             | 131   | Williams FW16, FW16B Ligier JS39B                                       | Rothmans Williams Renault Ligier Gitanes Blondes                                            |
| Renault RS7 3,0 V10 (RS7B, RS7C)                         | 1995      | 17       | 16     | 16    | 14            | 265   | Benetton B195 Williams FW17, FW17B                                      | Mild Seven Benetton Renault Rothmans Williams Renault                                       |
| Renault RS8 3,0 V10                                      | 1996      | 16       | 12     | 12    | 14            | 243   | Benetton B196 Williams FW18                                             | Mild Seven Benetton Renault Rothmans Williams Renault                                       |
| Renault RS9 3,0 V10                                      | 1997      | 17       | 9      | 13    | 11            | 190   | Benetton B197 Williams FW19                                             | Mild Seven Benetton Renault Rothmans Williams Renault                                       |
| Renault RS21 3,0 V10                                     | 2001      | 17       |        |       |               | 10    | Benetton B201                                                           | Mild Seven Benetton Renault                                                                 |
| Renault RS22 3,0 V10                                     | 2002      | 17       |        |       |               | 23    | Renault R202                                                            | Mild Seven Renault F1 Team                                                                  |
| Renault RS23 3,0 V10                                     | 2003      | 16       | 1      | 2     | 1             | 88    | Renault R23 Renault R23B                                                | Mild Seven Renault F1 Team                                                                  |
| Renault RS24 3,0 V10                                     | 2004      | 18       | 1      | 3     |               | 105   | Renault R24                                                             | Mild Seven Renault F1 Team                                                                  |
| Renault RS25 3,0 V10                                     | 2005      | 18       | 8      | 7     | 3             | 191   | Renault R25                                                             | Mild Seven Renault F1 Team                                                                  |
| Renault RS26 2,4 V8                                      | 2006      | 18       | 8      | 7     | 5             | 206   | Renault R26                                                             | Mild Seven Renault F1 Team                                                                  |
| Renault RS27 2,4 V8 2007                                 | 2007      | 17       | 0      | 0     | 0             | 75    | Renault R27 Red Bull RB3                                                | ING Renault F1 Team Red Bull Racing                                                         |
| Renault RS27 2,4 V8 2008                                 | 2008      | 18       | 2      | 0     | 0             | 80    | Renault R28 Red Bull RB4                                                | ING Renault F1 Team Red Bull Racing                                                         |
| Renault RS27 2,4 V8 2009                                 | 2009      | 17       | 6      | 6     | 8             | 179,5 | Renault R29 Red Bull RB5                                                | ING Renault F1 Team Red Bull Racing                                                         |
| Renault RS27 2,4 V8 2010                                 | 2010      | 19       | 9      | 15    | 8             | 661   | Renault R30 Red Bull RB6                                                | ING Renault F1 Team Red Bull Racing                                                         |
| Renault RS27 2,4 V8 2011                                 | 2011      | 19       | 12     | 18    | 10            | 723   | Renault R31 Red Bull RB7 Lotus T128                                     | Lotus Renault GP Red Bull Racing Team Lotus                                                 |
| Renault RS27 2,4 V8                                      | 2012      | 7        | 3      | 4     | 4             | 316   | Lotus E20 Red Bull RB8 Caterham CT01 Williams FW34                      | Lotus F1 Team Red Bull Racing Caterham F1 Team Williams F1 Team                             |
| Итого                                                    | 1977-2012 | 461      | 115    | 155   | 118           | 2984  | Кубок конструкторов — 8                                                 | Кубок конструкторов — 8                                                                     |